# Displasia epifisiaria-falángica en forma de ángel
La displasia epifisiaria-falángica en forma de ángel, también llamada ASPED por las iniciales de su denominación en inglés: Angel-Shaped Phalango-Epiphyseal Dysplasia, es una enfermedad muy poco frecuente que se incluye dentro del grupo de trastornos conocidos como displasias óseas. Está causada por una mutación en el gen GDF5 situado en el cromosoma 20 humano (20q11.2) y es hereditaria según un patrón autosómico dominante. Las principales manifestaciones se producen en el esqueleto, observándose en las radiografías de la mano unas falanges que adoptan una forma anómala que recuerda a un ángel, de donde proviene el nombre de la afección, otros síntomas son displasia de cadera, dedos cortos, talla baja e hiperlaxitud en las articulaciones interfalángicas de los dedos. El pronóstico en general es bueno y la esperanza de vida no está disminuida.